# Светско првенство у рагбију 2011.
Светско првенство у рагбију 2011. (службени назив: 2011 Rugby World Cup) је било седмо светско првенство у рагбију 15 које се одржало на Новом Зеланду. Првенство се одржало од 9. септембра 2011. до 23. октобра 2011.
Ово светско првенство у рагбију, било је највећа спортска манифестација на Новом Зеланду икада, што и не чуди, јер је познато да Новозеланђани живе за рагби. Чак 133 000 навијача дошло је са других континената да посети Нови Зеланд и присуствује рагби утакмицама.
Историја се поновила, Нови Зеланд је после 24 године чекања, поново освојио трофеј Веб Елис, пошто је у финалу био бољи, као и 1987., од Француске са 8:7 на стадиону Еден парк. По први учествовала је селекција Русије, а једно од највећих изненађења догодило се у групној фази, када је Тонга победила фаворизовану Француску. Бронзану медаљу освојили су рагбисти Аустралије пошто су у мечу за треће место победили Велс. Шампиони из 2007., "спрингбокси" елиминисани су већ у четвртфиналу од "валабиса". Победом у финалу, "ол блекси" су се са две освојене титуле светског првака, тада изједначили са Аустралијом и Јужноафричком Републиком.

## Избор домаћина
Три државе су планирале да добију домаћинство овог великог спортског догађаја:
Јужноафричка Република
Јапан
Нови Зеланд
17. новембра 2005., светска рагби федерација је одлучила да Нови Зеланд буде домаћин светског првенства 2011. Занимљиво је да је прво светско првенство 1987., одржано на Новом Зеланду и у Аустралији. Влада Новог Зеланда је уложила 310 000 000 новозеландских долара у организацију овог светског првенства. Разорни земљотрес у Крајстчерчу мало је пореметио распоред мечева.

## Квалификације
Рагби јунион је глобални спорт, који се игра у 117 држава чланица Уједињених нација. 12 репрезентација су захваљујући високом пласману на претходном светском првенству одржаном у Француској 2007., обезбедиле директан пласман. Осталих 8 репрезентација су се квалификовале кроз континентална такмичења. Русија је била дебитант на овом светском првенству, а свих осталих 19 најбољих репрезентација света, биле су и на претходном светском првенству.
| Регион                              | Квалификације |
| ----------------------------------- | ------------- |
| Европа                              | 9             |
| Јужна Америка                       | 1             |
| Северна, Централна Америка и Кариби | 2             |
| Азија                               | 1             |
| Африка                              | 2             |
| Океанија                            | 5             |

### Репрезентације које су се квалификовале
На Светском првенству у рагбију 2011. је укупно учествовало 20 репрезентација, а то су:
| Африка - Јужноафричка Република - Намибија Северна Америка, Средња Америка и Кариби - Канада - САД Јужна Америка - Аргентина | Азија - Јапан Европа - Енглеска - Француска - Ирска - Велс - Шкотска - Италија - Грузија - Румунија - Русија | Океанија - Аустралија - Нови Зеланд - Фиџи - Самоа - Тонга |

## Стадиони
Утакмице светског првенства у рагбију 2011., играле су се на 12 стадиона, који се налазе на Новом Зеланду:
- Еден Парк - 60.000
- Регионални стадион у Велингтону - 40.000
- Стадион Ваикато - 36.000
- Стадион Форсит бар - 30.000
- Стадион Норт Харбор - 30.000
- Стадион Јеро - 26.000
- Стадион Рагби парк - 20.000
- Стадион Роторуа - 26.000
- Трафалгар Парк - 18.000
- Окара Парк - 18.000
- Меклин Парк - 19.700
- Арена Манавату - 15.000

## Жреб
Жреб је одржан 12. марта 2009. Распоред шешира је био на основу позиције на светској рагби ранг листи.

## Групе
Група А
- Нови Зеланд
- Француска
- Тонга
- Канада
- Јапан

Група Б
- Аргентина
- Енглеска
- Шкотска
- Грузија
- Румунија

Група Ц
- Аустралија
- Ирска
- Италија
- Сједињене Америчке Државе
- Русија

Група Д
- Јужноафричка Република
- Велс
- Самоа
- Фиџи
- Намибија

## Такмичење по групама
20 најбољих рагби репрезентација света, биле су подељене у 4 групе. Две најбоље пласиране репрезентације су ишле у четврфинале, а трећепласиране су обезбедиле директан пласман на следеће светско првенство у рагбију, које се 2015., одржало у Енглеској. По 4 бода добијало се за победу, 2 бода за нерешено, 0 бодова за пораз, 1 бонус бод за 4 или више постигнутих есеја на једној утакмици и 1 бонус бод за пораз мањи од 8 поена разлике.
Највећа сензација догодила се у групи А, где је Тонга савладала Француску 19-14. У групи Б, Румунија и Грузија су пружиле јак отпор Шкотској и показале да не заостају много у односу на репрезентације, које се такмиче у купу шест нација. Дебитант Русија је добро одиграла утакмицу против САД у групи Ц, али то није било довољно да се избегне пораз. У све четири групе првопласирана селекција је имала максимални учинак, са 4 победе у 4 меча. "Спрингбокси" су доминирали у групи Д, Ирци у групи Ц, "црвене руже" у групи Б и домаћини "Ол Блекси" у групи А.
Група А
Нови Зеланд - Тонга 41:10
Француска - Јапан 47:21
Тонга - Канада 20:25
Нови Зеланд - Јапан 83:7
Француска - Канада 46:19
Тонга - Јапан 31:18
Нови Зеланд - Француска 37:17
Канада - Јапан 23:23
Француска - Тонга 14:19
Нови Зеланд - Канада 79:15
Група Б
Шкотска - Румунија 34:24
Енглеска - Аргентина 13:9
Шкотска - Грузија 15:6
Аргентина - Румунија 43:8
Енглеска - Грузија 41:10
Енглеска - Румунија 67:3
Аргентина - Шкотска 13:12
Грузија - Румунија 25:9
Енглеска - Шкотска 16:12
Аргентина - Грузија 25:7
Група Ц
Аустралија - Ирска 32:6
Ирска - САД 22:10
Русија - САД 6:13
Аустралија - Ирска 6:15
Италија - Русија 53:17
Аустралија - САД 67:5
Ирска - Русија 62:12
Италија - САД 27:10
Аустралија - Русија 68:22
Ирска - Италија 36:6
Група Д
Фиџи - Намибија 49:25
Јужноафричка Република 17:16
Самоа - Намибија 49:12
Јужноафричка Република - Фиџи 49:3
Велс - Самоа 17:10
Јужноафричка Република - Намибија 87:0
Фиџи - Самоа 7:27
Велс - Намибија 81:7
Јужноафричка Република - Самоа 13:5
Велс - Фиџи 66:0

## Елиминациона фаза
Костур нокаут фазе је био такав, да је у финалу морала да се нађе једна репрезентација са јужне хемисфере и једна репрезентација са Старог континента. Велс је елиминисао Ирску у четвртфиналу, али је у полуфиналу изгубио од Француске, која је у четврфиналу била боља од Енглеске. Нови Зеланд је у четвртфиналу победио Аргентину, а у полуфиналу Аустралију, која је пре тога елиминисала тада још увек актуелног шампиона света Јужноафричку Републику. У мечу за треће место Аустралија је била боља од Велса, тако да су "валабиси" дошли до бронзане медаље. У великом финалу у најнасељенијем граду Окланду, Нови Зеланд је са 8:7 победио Француску. После више од две деценије, Новозеланђани су могли поново са пуним правом, да кажу да су највећа рагби сила на Земљи.
Четрвртфинале
Ирска - Велс 10:22
Енглеска - Француска 12:19
Јужноафричка Република - Аустралија 9:11
Нови Зеланд - Аргентина 33:10
Полуфинале
Велс - Француска 8:9
Нови Зеланд - Аустралија 20:6
Меч за бронзану медаљу
Велс - Аустралија 18:21
Финале
Нови Зеланд - Француска 8-7
| Француска | 7 – 8 | Нови Зеланд |
| --------- | ----- | ----------- |
|           |       |             |

| Шампион Света у рагбију 2011. |
| ----------------------------- |
| Нови Зеланд 2. титула         |

### Награде и статистика
Најбољи поентер
Морн Стејн - 62 поена
Највише постигнутих есеја
Венсан Клерк, Крис Ештон - 6 есеја
Највише погођених претварања
Морн Стејн - 14 конверзија
Највише погођених пенала
Пири Вепу - 11 казни
Највише дроп голова
Тенс Коце (Намибија) - 3 дроп гола